# 土語
土語（どご、Vernacular language）またはヴァナキュラー言語、地方語、土着語、民衆語、現地語、日常語は、標準的な方言から区別される現地語や現地方言などの言語変種を指す用語である。

## 概要
土語は例えば国語、文語、典礼言語、科学用語などの高い威信を持つ言語形式、あるいは広範囲のコミュニケーションに用いられるリンガフランカとは対照的である。土語は普通は母語であり、書かれるよりは話される言語であり、成文化された言語よりも社会的威信は低い。土語は、限られた文体での使用、地域方言、社会方言、または独立した言語でありうる、といったさまざまな点で、より威信の高い言語変種とは異なる。
別の定義によれば、土語は、標準語化されていない、あるいは成文化されていない、あるいは伝統文学が存在しない言語である。言語標準化の文脈では、「ヴァナキュラー」、「ヴァナキュラー方言」という語は、「非標準方言」を指す語として使われる。

## 具体例
植民地を持った当時の日本において、当該植民地、特に台湾の言語を土語と称して、土語教育を行うことがあったが、日本語教育が中心であり、土語を軽視、蔑視する傾向が存在した。
中国語研究においては、方言の内で分類帰属が不明なものを土語と呼ぶことがある。